# بنجامين ويسنر بيكون
بنجامين ويسنر بيكون (بالإنجليزية: Benjamin Wisner Bacon)‏ هو عالم عقيدة أمريكي، ولد في 1860، وتوفي في 1932.